# Charlotte Cronquist
Charlotte Cronquist, född 23 juni 1959 i Engelbrekts församling i Stockholm, är en svensk författare, bloggare, redaktör, kroppsterapeut och sexibilitycoach. Hon arbetade i många år som frilansjournalist innan hon fick i uppdrag att skriva sin första egna bok, Börja tala. Den boken startade en ny karriär som föreläsare och kursledare. Sedan dess har hon skrivit en rad böcker och arbetar bland annat som redaktör, spökskrivare och skrivarcoach.
Charlotte Cronquist startade intervjupodcasten 100%-podden i juni 2015 och hade vid början av 2017 publicerat 70 avsnitt. I podden för Cronquist nära samtal om att följa sin inre röst och har bland andra intervjuat Elisabeth Ohlson Wallin, Fredrik Swahn, Raymond Ahlgren, Carl Johan Renbinder, Ludmilla Rosengren, Daniel Möller, Bob Hansson, Eva Sanner, Pigge Werkelin och Klas Hallberg.
Cronquist är dotter till Carl Frick, tidigare riksdagsledamot.
Charlotte Cronquists dotter är Maja Säfström, svensk illustratör och arkitekt känd för sitt genombrott som barnboksförfattare på Instagram.